# Lord of the Sword
Lord of the Sword (ロードオブソード, "Senhor da Espada") é um jogo de rolagem lateral, ação e aventura e RPG para o Master System. O jogo é baseado em um cenário de fantasia medieval. É semelhante ao jogo Wonder Boy In Monster Land lançado em 1987 pela própria SEGA para o Arcade e um ano depois pelo Master System

## Enredo
O Lorde Demônio Ra Goan mais uma vez espalha o terror em Baljinya como ele havia feito há mil anos. Mas agora o rei foi morto por Ra Goan, colocando o reino em desordem, pois não há ninguém próximo na linha de sucessão ao trono. Um conselho de anciãos decidiu que o sucessor legítimo para assumir o trono terá que passar por três testes. Landau embarca na busca para salvar sua amada terra e inicia sua jornada encontrando um mago em Amon.

## Jogabilidade
Landau está armado com uma espada para combate corpo a corpo e um arco para combate à distância. O Reino de Baljinya tem cidades e vilas onde Landau pode parar para descansar (restaurando sua saúde) e coletar informações do povo. Existem também castelos que só podem ser acessados após a conclusão de certas tarefas. Cada vez que o jogador tem a oportunidade de falar com um personagem, ele deve falar com o personagem várias vezes consecutivas para obter todas as mensagens possíveis. Se ele não receber todas as mensagens possíveis, chefes e caminhos secretos no jogo não aparecerão. Se algo não aparecer para o jogador, ele provavelmente precisará falar com um personagem ou falar com um personagem mais vezes. Existem diferentes tipos de terreno entre essas aldeias, cidades e castelos. Planícies, florestas escuras, montanhas e pântanos compõem o resto da paisagem.
Esses terrenos são infestados por diferentes tipos de monstros, alguns específicos de cada terreno. Ao perder a vida, o jogador tem até dez  continues para completar as missões. O jogo não possui bateria reserva ou recurso de salvamento baseado em senha. Ao se deparar com um monstro chefe, o jogador precisará atingir seu ponto fraco ou momento de fraqueza. Freqüentemente, quando um monstro chefe é destruído, Landau é recompensado com uma espada melhor ou um arco melhor que causa mais dano.